# Senior (album)
Senior è il quarto album in studio del gruppo musicale norvegese Röyksopp, pubblicato il 13 settembre 2010. La data di uscita è stata modificata, dopo un primo periodo per cui era stata fissata nel dicembre 2009, per non condizionare in negativo le vendita del loro album precedente Junior la cui uscita sarebbe risalita a soli pochi mesi prima (marzo 2009).
L'album è stato descritto come una controparte più introspettiva, chiusa ed atmosferica del più energetico predecessore. Il duo di Tromsø durante un'intervista alla BBC descrive l'album con uno spirito più autunnale mentre Junior avrebbe una tendenza più primaverile. The Alcoholic è stata descritta dal gruppo come un'idea a tratti nostalgica di un uomo che viaggia da clandestino sui treni per muoversi da un posto all'altro.
The Drug è stata pubblicata come singolo il 9 agosto 2010. Un videoclip è stato prodotto sotto la direzione di Noel Paul e Stefan Moore (That Go) trasmesso on line la prima volta il 3 settembre 2010.

## Tracce
1. ...And the Forest Began to Sing – 1:52
2. Tricky Two – 7:53
3. The Alcoholic – 5:12
4. Senior Living – 5:11
5. The Drug – 6:00
6. Forsaken Cowboy – 5:30
7. The Fear – 7:03
8. Coming Home – 5:07
9. A Long, Long Way – 4:02
10. The Final Day (traccia nascosta) – 6:42